# Barbera
|  | Per a altres significats, vegeu «Hanna-Barbera». |

La barbera és una de les varietats estàndard de raïm negre del Piemont, que es pot trobar fins a l'Apúlia. Se n'obté un vi fosc, robust, saborós, i sovint aspre, de notable frescor i acidesa. Aquest grau d'acidesa, molt alt, el fa apte per al seu conreu a Califòrnia. En zones fredes dona vins austers, amb cos. En zones càlides també són bons, però més fluixos.